# ADEK
Het kamp ADEK, ook wel bekend als Algemeen Delisch Emigratie Kantoor, was tijdens de Japanse bezetting van Nederlands-Indië een interneringskamp voor zowel burgers als voor krijgsgevangenen. Het kamp lag in het zuiden van Batavia, aan de Sluisweg en de Van der Houtenlaan. Het kampement was ondergebracht in de koelieloodsen. ADEK diende als krijgsgevangenenkamp van 3 februari 1942 tot en met 15 mei 1942. Op dat moment zaten er 1100 in het kamp. Al deze krijgsgevangenen werden op 15 mei 1942 naar het kampement van het 10e Bataljon overgebracht.